# أبو خرزة (الرقة)
أبو خرزة قرية سورية تتبع ناحية عين عيسى في منطقة تل أبيض في محافظة الرقة. بلغ عدد سكانها 745 نسمة في عام 2004 حسب إحصاء المكتب المركزي للإحصاء.